# V. u. Z.
Die Abkürzung v. u. Z. (vor unserer Zeitrechnung) dient der Jahreszählung mit Bezug auf die Geburt Christi, ohne den christlichen Bezug zum Ausdruck zu bringen. Diese Bezeichnung wird manchmal von Konfessionslosen, Angehörigen nichtchristlicher Religionen und in ausdrücklich säkularen Staaten verwendet und der verbreiteteren Abkürzung v. Chr. vorgezogen.
In gleicher Weise steht u. Z. (unserer Zeitrechnung, fälschlicherweise auch n. u. Z., nach unserer Zeitrechnung) für Jahreszahlen, gezählt ab dem bei Einführung der Jahreszählung angenommenen Jahr der Geburt Jesu (Jahr 1). Weitere religionsneutrale Bezeichnungen sind v. d. Z./n. d. Z. (vor/nach der Zeitrechnung bzw. vor/nach der Zeitenwende).

## Gebrauch
Im Zuge der Französischen Revolution gab es das Bemühen, den christlichen Bezug zu vermeiden. In Frankreich wird seitdem die Bezeichnung avant notre ère (vor unserer Ära, vor unserem Zeitalter bzw. vor unserer Zeitrechnung) benutzt, ebenso in einer Reihe anderer Staaten. 
Schon im frühen 19. Jahrhundert verwendeten deutsche Juden die Formulierung „vor der gewöhnlichen Zeitrechnung“, weil dadurch die Anerkennung Jesu als Messias vermieden werden konnte. Moses Mendelssohn (1729–1786), der die Integration der Juden in die deutsche Gesellschaft fördern wollte, riet davon ab, die aufgeklärten Juden Berlins behielten die Verwendung von „vor/nach der Zeitrechnung“ trotzdem bei.
1938 versuchte der Nationalsozialistische Lehrerbund in Deutschland, „vor/nach (der) Zeitrechnung“ im Unterricht einzuführen, was deutsche Juden befremdlich fanden, da „die Arier einen jüdischen Gebrauch übernahmen“. Tatsächlich eingeführt wurden dann die Bezeichnungen „v. Zw.“ bzw. „n. Zw.“ für vor bzw. nach Zeitenwende. Der Speyerer Bischof Ludwig Sebastian protestierte gegen dies in einem Hirtenbrief vom 10. Juli 1942.
In der Deutschen Demokratischen Republik waren v. u. Z. und (n. )u. Z. die Standardformulierung. Im deutschen Schrifttum der verschiedenen Religionen, besonders des Judentums, ist v. d. Z. die gebräuchliche Bezeichnung von Zeiten vor der Zeitenwende.
Christen verwenden die Bezeichnung gelegentlich, wenn es um die Geburt von Jesus Christus selbst geht, um ein Paradoxon zu vermeiden. Da das Geburtsjahr Jesu Christi nicht mit dem Beginn der Zeitrechnung zusammenfällt, können durch den Gebrauch des Kürzels v. d. Z. paradoxe Aussagen wie „Jesus Christus wurde um 6 v. Chr. geboren.“ vermieden werden und stattdessen exakter durch „Jesus Christus wurde um 6 v. d. Z. geboren.“ formuliert werden.
Englische Bezeichnungen, die den christlichen Bezug vermeiden wollen, sind BCE/CE (für Before (the) Common/Current/Christian Era und Common/Current/Christian Era, Vor der Üblichen/Gegenwärtigen/Christlichen Ära und Übliche/Gegenwärtige/Christliche Ära) statt BC/AD (für before Christ und anno Domini, vor Christus und im Jahre des Herrn).

## Argumente für nichtchristliche Bezeichnungen
- Der Referenzpunkt der christlichen Zeitrechnung ist nicht stimmig. Sieht man die biblischen Berichte über Jesus Christus als verlässliche Quellen an, könnte er in den Jahren 7 bis 4 v. d. Z. geboren worden sein, da seine Geburt laut den Evangelien in die Amtszeit von Herodes dem Großen fiel. Das Lukas-Evangelium dagegen bindet den Zeitpunkt seiner Geburt an die Volkszählung zur Zeit des syrischen Statthalters Quirinius im Jahr 7 n. d. Z. (Lukas 2:1–2).
- Die in der EU verbindliche Datumsnorm (EN 28601) mit negativen und positiven Zahlen und dem Jahr Null nimmt auf religiöse Lehren keinen Bezug mehr (44 v. Chr. = −43, 2000 n. Chr. = 2000 oder +2000).
- Die Verwendung der Bezeichnung Christus ist ein Glaubensbekenntnis. Muslime, Juden, Atheisten und andere könnten dies als diskriminierend oder als ihre religiösen Überzeugungen bzw. ihre Glaubensfreiheit verletzend empfinden.
- Die Bezeichnung v. u. Z. nimmt einen neutraleren Bezug auf die Religionen ein als v./n. Chr. und ist dadurch den pluralen Verhältnissen in einem säkularen Staat angemessen.

## Argumente gegen nichtchristliche Bezeichnungen
- Die Bezeichnung v./n. Chr. ist verbreitet und seit langer Zeit üblich. Wer sie verwendet, folgt in der Regel nur allgemeinen Gepflogenheiten. Eine bestimmte Haltung zum Christentum lässt sich daraus nicht ableiten.
- Die Bezeichnung v./n. Chr. verweist auf den historischen Ursprung dieser Jahreszählung.
- Am 1. Januar 1 (nach historischer Rechnung das Jahr 1, nach astronomischer 1) gab es kein Ereignis, das den Beginn einer universellen Zeitrechnung rechtfertigen würde. Der Begriff unsere Zeitrechnung suggeriert nur einen vom christlichen Ursprung unabhängigen, universellen Charakter.
- Eine auf Jesus Christus bezogene Jahreszählung ist nicht zwangsläufig christlich, da Jesus außerhalb des Christentums ebenfalls bedeutsam ist. So kennen Muslime Jesus von Nazareth als Isa bin Maryam.
- Im Bereich des Islams, etwa in der arabischen Welt, ist die Zeitrechnung milādī (‚nach der Geburt‘ [Christi]) gängiger als die Rechnung hidschrī (‚nach der Auswanderung‘ [aus Mekka]).
- Die Formulierung „unserer Zeitrechnung“ setzt international und ethnisch übergreifend voraus, dass auch das Gegenüber dieselbe Zeitrechnung verwendet.